# Isabel Herguera
Isabel Herguera, née en 1961 à Saint-Sébastien, est une artiste visuelle, directrice et productrice de film d'animation expérimentale de nationalité espagnole. Elle fait partie du cinéma d'animation indépendant. Son œuvre est pionnière en animation par ordinateur et expérimentation artistique.

## Biographie
Isabel Herguera étudie les beaux-arts à l'université de Bilbao. Elle poursuit ses études à l'Académie de beaux-arts de Düsseldorf, en Allemagne. Elle réalise un master of Arts à l'Institut des Arts de Californie. Elle commence sa carrière professionnelle en travaillant dans des studios d'animation à Los Angeles.
De 1990 à 2003, elle vit à Los Angeles. Elle travaille pour Acme Filmworks, Klasky Csupo et pour des réalisateurs tels que Maureen Selwood, Raimund Krumme et Sue Loughlin ou Paul Vester. En 1997, elle collabore au clip d'Oasis, All around the world. En 1996, elle crée le studio d'animation Loko Pictures, pour produire des travaux publicitaires pour de grands groupes tels Philip Morris, FOX, Procter and Gamble et HBO.
En 2003, elle revient à Saint-Sébastien. Elle dirige la Mostra internationale de cinéma d'animation de la Catalogne (Animac) jusqu'en 2011.
Depuis 2007, elle coordonne le programme du Laboratoire d'Image en Mouvement à Arteleku, centre d'art créé par la Députation Forale de Guipúzcoa en 1987.
Depuis 2005, elle intervient régulièrement à l'Institut national du Design à Ahmedabad, en Inde ainsi qu'à l'académie centrale des beaux arts à Pékin.
En 2023, elle réalise son premier long métrage d'animation El sueño de la sultana. Le scénario est basé sur le roman féministe éponyme Le Rêve de la Sultane écrit par Rokeya Sakhawat Hossain, en 1905. Le film se passe à Ladyland, une utopie dans laquelle les femmes dirigent le pays tandis que les hommes vivent dans l'isolement et sont responsables des tâches ménagères. Trois histoires parallèles se développent, en Espagne, en Italie et en Inde. La partie centrale du film est réalisée en analogique. Pour chaque histoire, une technique particulière est utilisée. Le voyage d'Inés est animé en technique 2D à l'aquarelle. La vie de Royeka s'inspire du théâtre d'ombre du début du XXème siècle. Le Ladyland est représenté avec de la peinture au Henné.

## Expositions
- Cuadernos de viaje,  Galería Arteko, San Sebastián, 2010
- Cuadernos de viajes, Instituto Cervantes, New Delhi, 2011
- Le rêve de la sultane, Tabakalera, San Sebastián, 2023[8]

## Films
- 1988 : Spain loves you
- 1989 : Safari
- 1989 : Cante de ida y vuelta
- 1993 : Los muertitos
- 2005 : La gallina ciega
- 2010 : Ámár
- 2012 : Bajo la almohada
- 2015 : Amore d'inverno
- 2016 : Sailor's Grave
- 2016 : Winter Love
- 2023 : El sueño de la sultana, 83 minutes

## Prix et distinctions
- Prix National Audiovisuel, Conseil National de la Culture et de leurs Arts (CONCA), 2009[1]
- Meilleur court métrage pour Ámár, Festival Cortomieres, Mieres, 2011[9]
- Prix Unicef de Courts Métrages et Documentaires à Bilbao, 2012
- Prix du Cinéma Basque, pour Amore d'inverno, festival Zinebi, 2015[10]
- prix du film basque, festival du film de San Sebastian, 2023[7]
- prix honorifique, Animac, 2024[11]